# Canena
Canena település Spanyolországban, Jaén tartományban. Canena Ibros községgel határos. Lakosainak száma 1761 fő (2024).

## Népesség
A település népessége az elmúlt években az alábbi módon változott:
| Lakosok száma | 2117 | 2103 | 2089 | 2083 | 2105 | 1981 | 1927 | 1831 | 1802 | 1761 |
|               | 2001 | 2004 | 2007 | 2009 | 2012 | 2014 | 2017 | 2019 | 2022 | 2024 |